# My Grandma's Basement
My Grandma's Basement — дебютний студійний альбом американського репера Джаррена Бентона, виданий 11 червня 2013 р. лейблом Funk Volume. Виконавець став підписантом компанії після виходу 3 мікстейпів The Beatgods Present Jarren Benton, Huffing Glue with Hasslehoff та Freebasing with Kevin Bacon.
Бентон прокоментував: «Цей альбом має іншу атмосферу. Особистіший матеріал, з якого люди дізнаються ким є Джаррен». Виконавчий продюсер, зведення: Kato. Мастеринг: Spitzwell, Kato.

## Реліз та промоція
Наприкінці 2012 Джаррен був у міжнародному турі з Hopsin, Діззі Райтом, SwizZz і DJ Hoppa впродовж 2 місяців (54 концерти за 60 днів у США, Європі й Австралії). Після виходу платівки оприлюднили відеокліпи «Go Off», «Life in the Jungle» і «We On (My Own Dick)». 1-19 серпня 2013 — перший сольний тур репера територією США, Grandma's Basement Tour.

## Список пісень
| #   | Назва                                                      | Продюсер(и)  | Тривалість |
| --- | ---------------------------------------------------------- | ------------ | ---------- |
| 1.  | «Yaya» (Skit)                                              |              | 0:06       |
| 2.  | «Razor Blades & Steak Knives» (з участю Hemi)              | Kato         | 4:05       |
| 3.  | «Life in the Jungle»                                       | Kato         | 3:38       |
| 4.  | «Don't Act»                                                | Kato         | 3:23       |
| 5.  | «Big Rube Interlude»                                       |              | 1:35       |
| 6.  | «Dreams»                                                   | Spittzwell   | 4:20       |
| 7.  | «The Way It Goes» (з участю Planet VI)                     | Reckless Dex | 5:09       |
| 8.  | «Cadillacs & Chevys»                                       | Roc N' Mayne | 4:06       |
| 9.  | «Heart Attack»                                             | The Kraken   | 4:16       |
| 10. | «My Adidas»                                                | Kato         | 4:06       |
| 11. | «Smells Like» (з участю R.A. the Rugged Man та Mic Buddah) | Spittzwell   | 3:53       |
| 12. | «Even More No Homo» (Skit)                                 | Spittzwell   | 3:37       |
| 13. | «Bully» (з участю Vinnie Paz)                              | Kato         | 3:40       |
| 14. | «I Deserve It»                                             | Kato         | 3:24       |
| 15. | «Go Off» (з участю Hopsin та SwizZz)                       | M16          | 4:31       |
| 16. | «We On (My Own Dick)» (з участю Dizzy Wright та Pounds)    | Kato         | 4:47       |
| 17. | «PBR & Reefer»                                             | SMKA         | 3:43       |
| 18. | «OJ» (з участю Elz Jenkins)                                | Kato         | 4:29       |
| 19. | «My Grandma's Basement»                                    | OH           | 4:00       |

## Чартові позиції
| Чарт (2013)               | Найвища позиція |
| ------------------------- | --------------- |
| США                       | 152             |
| US Heatseekers Albums     | 4               |
| US Independent Albums     | 39              |
| US Rap Albums             | 12              |
| US Top R&B/Hip-Hop Albums | 16              |